# Institut polytechnique des sciences avancées
Het Institut polytechnique des sciences avancées, ook wel IPSA, is een in 1961 opgerichte private Franse instelling voor hoger onderwijs in Ivry-sur-Seine, Lyon, Marseille en in Toulouse. De instelling verzorgt opleidingen op het gebied van de lucht- en ruimtevaarttechniek. IPSA is sinds 2010 erkend door de Franse overheid, en is sinds 2011 bevoegd om de titel ingénieur diplômé te verlenen.

## Beroemde studenten
De universiteit telt onder haar studenten de Franse synchroonzwemmers Charlotte en Laura Tremble (klas van 2025).

## Bekende alumni
- Éric Boullier (1999), teamchef in de Formule 1